# Tricorythodes
Tricorythodes is een geslacht van haften (Ephemeroptera) uit de familie Leptohyphidae.

## Soorten
Het geslacht Tricorythodes omvat de volgende soorten:
- Tricorythodes albilineatus
- Tricorythodes allectus
- Tricorythodes angulatus
- Tricorythodes arequita
- Tricorythodes barbus
- Tricorythodes bullus
- Tricorythodes capuccinorum
- Tricorythodes caunapi
- Tricorythodes chalaza
- Tricorythodes cobbi
- Tricorythodes comus
- Tricorythodes condylus
- Tricorythodes corpulentus
- Tricorythodes costaricanus
- Tricorythodes cristatus
- Tricorythodes cubensis
- Tricorythodes curiosus
- Tricorythodes curvatus
- Tricorythodes diasae
- Tricorythodes dimorphus
- Tricorythodes dolani
- Tricorythodes edmundsi
- Tricorythodes explicatus
- Tricorythodes faeculopsis
- Tricorythodes fictus
- Tricorythodes grallator
- Tricorythodes griseus
- Tricorythodes hiemalis
- Tricorythodes isabelia
- Tricorythodes kirki
- Tricorythodes lichyi
- Tricorythodes mirca
- Tricorythodes mirus
- Tricorythodes molinerii
- Tricorythodes montanus
- Tricorythodes mosegus
- Tricorythodes mulaiki
- Tricorythodes nicholsae
- Tricorythodes notatus
- Tricorythodes numinuh
- Tricorythodes ocellus
- Tricorythodes popayanicus
- Tricorythodes primus
- Tricorythodes quercus
- Tricorythodes quizeri
- Tricorythodes robacki
- Tricorythodes sacculobranchis
- Tricorythodes sallesi
- Tricorythodes santarita
- Tricorythodes sierramaestrae
- Tricorythodes sordidus
- Tricorythodes stygiatus
- Tricorythodes texanus
- Tricorythodes trifasciatus
- Tricorythodes ulmeri
- Tricorythodes uniandinus
- Tricorythodes yapekuna
- Tricorythodes yura
- Tricorythodes zunigae